# Tự do kinh tế
Tự do kinh tế trong kinh tế học là một môi trường xã hội mà trong đó người dân được tự do sản xuất, buôn bán và tiêu thụ hàng hóa hay dịch vụ mà không bị hà hiếp, ép buộc, hoặc giới hạn bởi các người khác, các tổ chức khác, hay bởi chính phủ.
Chỉ số tự do kinh tế định nghĩa tự do kinh tế như sau: "Môi trường tự do kinh tế cao nhất cho người ta quyền tư hữu tuyệt đối, hoàn toàn tự do hoạt động về lao động, tiền bạc, hàng hóa, và hoàn toàn không có chèn ép hay giới hạn tự do kinh tế ngoại trừ những giới hạn tối thiểu cần thiết để bảo đảm người dân được tự do".
Mười yếu tố sau đây được Chỉ số tự do kinh tế cho là những điểm chính trong một xã hội có tự do kinh tế: tự do buôn bán (business freedom), tự do thương mại (trade freedom), tự do tiền tệ (monetary freedom), chính phủ nhỏ (small government), tự do công khố (fiscal freedom), quyền tư hữu (property rights), tự do đầu tư (investment freedom), tự do tài chánh (financial freedom), không tham nhũng (freedom from corruption),và tự do lao động (labor freedom).
Chỉ số tự do kinh tế hàng năm cho thấy rằng các quốc gia giàu mạnh là các quốc gia có nhiều tự do kinh tế, trong khi các quốc gia nghèo đa số là các quốc gia có ít tự do kinh tế. Các quốc gia và vùng lãnh thổ thường sắp hạng đầu về tự do kinh tế là: Hồng Kông, Singapore, Ireland, Úc, và Hoa Kỳ. Trong khi đó các quốc gia thường sắp hạng chót về tự do kinh tế là: Myanmar, Libya, Zimbabwe, Cuba, và Triều Tiên.

## Xem Thêm
- Laissez-faire
- Kinh tế thị trường
- Bàn tay vô hình
- Chủ nghĩa tư bản